# Kiścinne
Kiścinne is een plaats in het Poolse district  Nowodworski (Mazovië), woiwodschap Mazovië. De plaats maakt deel uit van de gemeente Czosnów en telt 100 inwoners.